# Kamienica Fichauserowska w Krakowie
Kamienica Fichauserowska – zabytkowa kamienica znajdująca się w Krakowie, w dzielnicy I przy ulicy Grodzkiej 35, na Starym Mieście.

## Historia kamienicy
Kamienica została wzniesiona na początku XV w. Jej pierwszym właścicielem był nieznany z imienia Kadner. W XVI w. została gruntownie przebudowana. W 1653 pojawia się po raz pierwszy w źródłach nazwa Kamienica Fichauserowska, pochodząca od nazwiska ówczesnego właściciela. W 1798 dom został zakupiony przez Johanna Ratha, na którego zlecenie przebudowano go w 1802. W 1804 Rath odsprzedał budynek Gotliebowi Fuchsowi. Ostatnia przebudowa miała miejsce w 1874 na zlecenie właścicieli: Kiliana Merkerta i Jerzego Hublingera. 
28 kwietnia 1967 kamienica została wpisana do rejestru zabytków. 16 kwietnia 1986 do rejestru wpisano także jej oficyny tylne. Ponadto budynek znajduje się w gminnej ewidencji zabytków.